# Geografia Polski

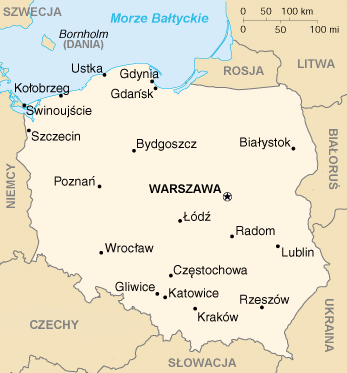
Schematyczna mapa Polski

Polska jest krajem w większej części nizinnym, na południu występują również tereny wyżynne i pasma górskie. Polska jest położona w Europie Środkowej, nad brzegiem Morza Bałtyckiego.

## Powierzchnia i punkty skrajne

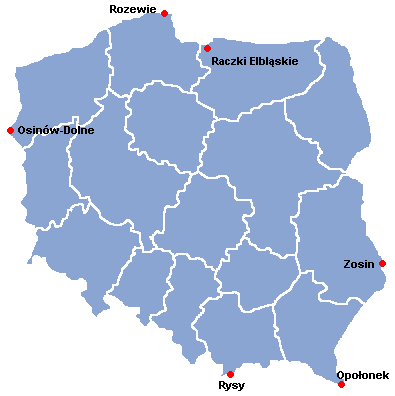
Punkty skrajne Polski

Powierzchnia Polski wynosi 322 575 km², w tym: obszar lądowy (wraz z wodami śródlądowymi) – 311 888 km², morskie wody wewnętrzne – 2005 km², morze terytorialne – 8682 km². W Europie większą powierzchnię mają: Rosja, Ukraina, Francja, Hiszpania, Szwecja, Niemcy, Finlandia i Norwegia.

### Punkty skrajne
Bez baz wojskowych, placówek dyplomatycznych i stacji naukowych:
Najdalej na północ wysunięty kraniec Polski54°50'08.8'' N – miejscowość Jastrzębia Góra, w gminie Władysławowo, powiat pucki tzw. Gwiazda Północy – punkt lądowy; (skrajnym północnym punktem terytorium Polski, do którego zalicza się morze terytorialne, jest punkt oddalony o 272 metry na północ od przylądka Rozewie – 55°00'00'' N);
Najdalej na południe wysunięty kraniec Polski49°00′N – szczyt Opołonek w gminie Lutowiska, powiat bieszczadzki (właściwie – nienazwane siodło leżące kilkaset metrów na wschód od szczytu, znajdujące się ok. 1,5" bardziej na południe od samego szczytu);
Najdalej na zachód wysunięty kraniec Polski14°07′E – zakole Odry koło Osinowa Dolnego w gminie Cedynia, powiat gryfiński (Siekierki są często podawaną błędną lokalizacją tego punktu);
Najdalej na wschód wysunięty kraniec Polski24°09′E – zakole Bugu we wsi Zosin w gminie Horodło, powiat hrubieszowski (Strzyżów jest często podawaną błędną lokalizacją tego punktu).

### Środek Polski
Środek całego terytorium Polski ma współrzędne 52°11′28,0″N oraz 19°21′19,5″E i znajduje się we wsi Nowa Wieś w gminie Kutno, powiat kutnowski, województwo łódzkie.

## Granice Polski

Długości granic Polski z innymi krajami

Polska graniczy z siedmioma państwami (w nawiasie długość granicy z tym państwem)
- Niemcy (467 km)
- Czechy (796 km)
- Słowacja (541 km)
- Ukraina (535 km)
- Białoruś (418 km)
- Litwa (104 km)
- Rosja (obwód królewiecki będący eksklawą Rosji, 210 km)

Długość granicy lądowej wynosi 3071 km.
Długość granicy morskiej wynosi 440 km, przy czym długość wybrzeża morskiego Bałtyku (wraz z Zalewem Szczecińskim i Wiślanym) wynosi 775 km.
Całkowita długość granic wynosi 3511 km.

## Przeszłość i budowa geologiczna Polski
W początkach prekambru (w eonie archaicznym) rozpoczęło się formowanie skorupy ziemskiej. W eonie proterozoicznym kształtowaniu się litosfery towarzyszyły ruchy górotwórcze oraz zjawiska wulkaniczne. Uformował się szereg tzw. platform kontynentalnych, będących najstarszymi częściami kontynentu. Jedną z nich jest platforma wschodnioeuropejska, na której znajduje się wschodnia część obecnego obszaru Polski.
W początkach paleozoiku (w kambrze) część obecnego obszaru zajmowało morze. Powstały w nim grube pokłady wapieni (na terenie obecnych Sudetów) oraz piaskowców i łupków (na terenie obecnych Gór Świętokrzyskich). W ordowiku i sylurze miała miejsce orogeneza kaledońska, doprowadziła ona do częściowego sfałdowania Sudetów i Gór Świętokrzyskich. W dewonie klimat uległ ociepleniu. Pod koniec tego okresu rozpoczęła się orogeneza hercyńska – ponowne sfałdowanie Gór Świętokrzyskich i Sudetów, która miała miejsce także w karbonie. Podczas jej trwania powstały złoża węgla kamiennego oraz góry wulkaniczne. W permie środkowa i północna część Polski była zalana morzem. Osadzały się w nim margle i wapienie, tworzyły pokłady soli kamiennej i potasowej. Wtedy też powstały złoża ropy naftowej i miedzi.
W erze mezozoicznej tworzyły się skały osadowe: wapienie, dolomity, piaskowce. W erze tej rozpoczęły się kolejne ruchy górotwórcze – trwająca do dziś orogeneza alpejska.
Orogeneza alpejska doprowadziła w erze kenozoicznej, dokładnie w paleogenie do wydźwignięcia środkowej części obszaru Polski – powstał tam ląd. Natomiast w neogenie prawie cały obszar Polski został wzniesiony ponad poziom morza. Najwyżej wzniesiony został obszar Karpat. Pod koniec neogenu morze na terenie Polski całkowicie wycofało się. W pierwszym okresie czwartorzędu (plejstocen) nadeszła epoka lodowcowa, lód pokrył prawie całą Polskę.

## Ukształtowanie terenu

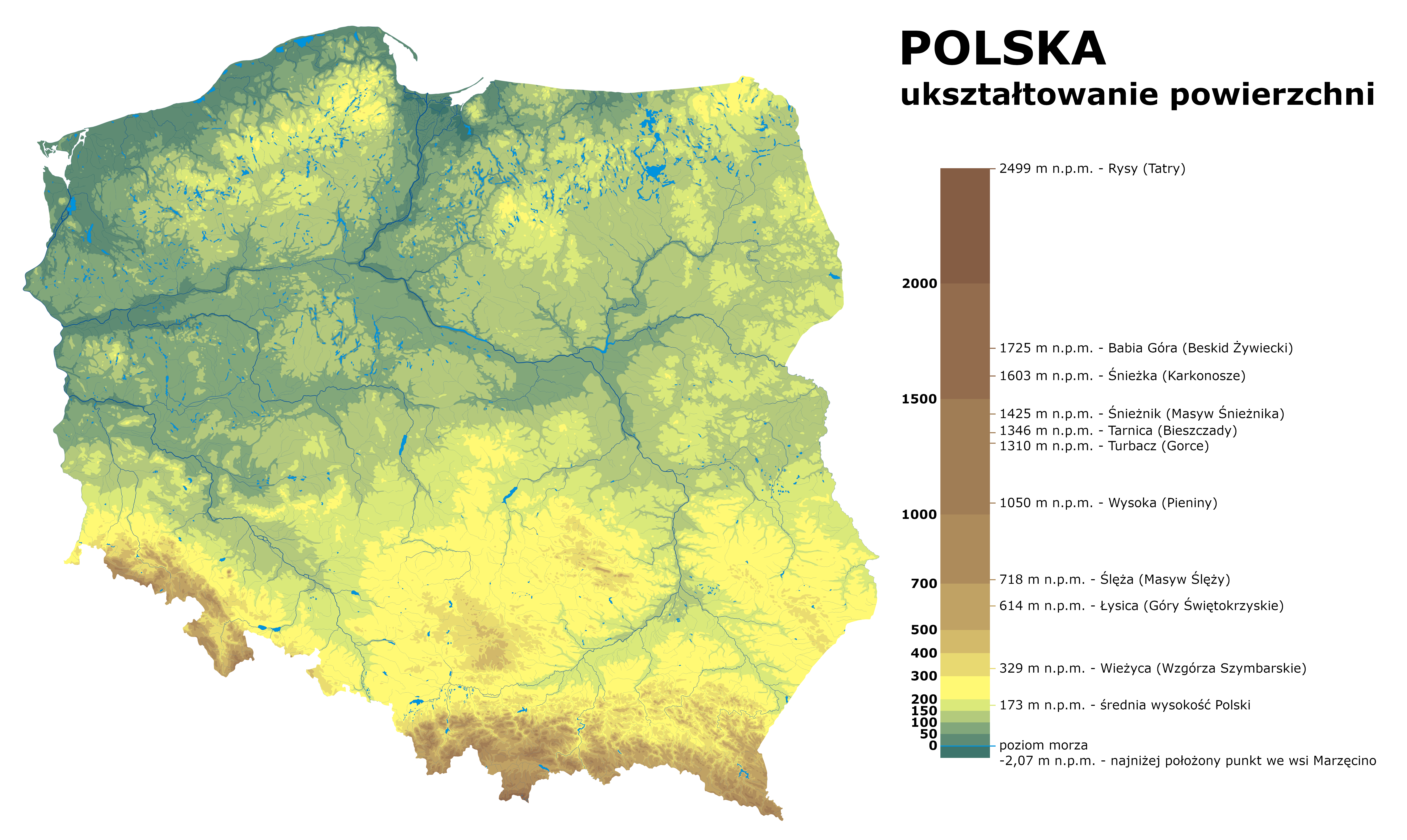
Mapa ukształtowania terenu Polski

Profil wysokościowy Polski

Ponieważ w Polsce zdecydowanie przeważają tereny nizinne (poniżej 200 m n.p.m.), zajmujące aż 75% powierzchni kraju, średnia wysokość wynosi tylko 173 m n.p.m., mediana 149 m n.p.m. Niziny występują na północy i w centrum, natomiast obszary górskie i wyżynne na południu. Polska jest jednym z kilku krajów Europy posiadające pojezierza i obok Niemiec posiada największe pradoliny.
Teren Polski pochyla się z południa ku północnemu zachodowi. Wysokość nie maleje jednak stopniowo, lecz skokowo, tzn. na przemian występują krainy niżej i wyżej wzniesione, które układają się pasami ciągnącymi się z zachodu na wschód. Zaczynając od południa wyróżnia się następujące pasy: gór, kotlin, wyżyn, nizin środkowopolskich, pojezierzy i pobrzeży.
Punkty najniższy i najwyższy znajdują się na przeciwległych krańcach kraju. Najniższy położony jest na wysokości 2,2 m p.p.m., w miejscowości Marzęcino na Żuławach Wiślanych. Najwyższym punktem są Rysy w Tatrach, których wierzchołek sięga 2499 m n.p.m. (w latach 1938–1939 najwyższym punktem był Lodowy Szczyt) W porównaniu z rekordami światowymi wielkości te nie są imponujące: najniżej położone miejsce na lądzie (tafla Morza Martwego) znajduje się o 415,9 m niżej, natomiast najwyższy szczyt (Mount Everest) wznosi się o 6349 m wyżej.

## Pokrywa glebowa
Pokrywa glebowa w Polsce, podobnie jak niektóre inne elementy środowiska, ma cechy przejściowe pomiędzy glebami charakterystycznymi dla Europy Zachodniej i Wschodniej. Powierzchniowo dominują gleby strefowe (powstałe pod wpływem klimatu), jednak tworzą one na terenie kraju mozaikę zależną głównie od podłoża geologicznego (skały macierzystej) oraz ukształtowania powierzchni. Około 52% powierzchni zajmują gleby płowe oraz gleby brunatnoziemne, zaś ok. 26% powierzchni zajmują, powstałe na utworach piaszczystych, gleby rdzawe, bielicowe i bielice. W dolinach rzecznych dominują mady (ok. 5% powierzchni), w miejscach podmokłych lub wilgotnych zaś można spotkać gleby organiczne (torfowe, murszowe), gleby glejowe i czarne ziemie. Wyraźne obszary zajmują również, powstające na skałach węglanowych – rędziny, najbardziej urodzajne na obszarze Polski – czarnoziemy, charakterystyczne dla obszarów górskich – gleby inicjalne i słabo ukształtowane, a także powstałe pod dominującym wpływem człowieka – gleby antropogeniczne.
W Polsce grunty rolne i leśne klasyfikuje się również pod kątem użytkowym. Według bonitacyjnej klasyfikacji gleb ornych i użytków zielonych w kraju powierzchniowo dominują gleby średnie (klasa IIIa-IVb – 63% gruntów ornych i klasa III i IV – 51,2% użytków zielonych), zaś najmniej jest gleb najlepszych (klasa I i II – 3,7% gruntów ornych i 1,7% użytków zielonych).

## Rzeki i jeziora

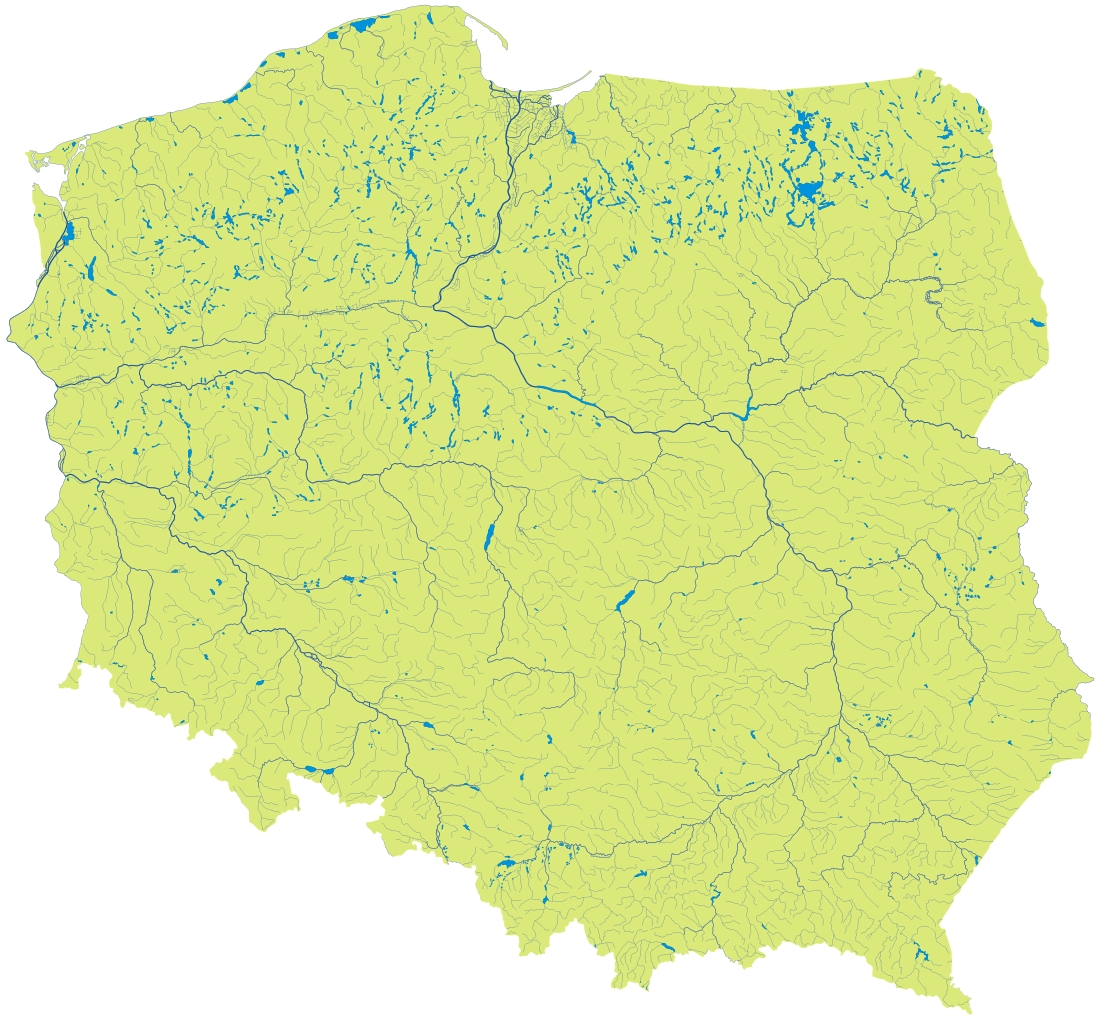
Sieć hydrograficzna Polski

99,7% (312 683 km²) obszaru Polski leży w zlewisku Morza Bałtyckiego (53,9% dorzecze Wisły, 34,7% dorzecze Odry, 11% rzeki bezpośredniego dorzecza Bałtyku i 0,8% dorzecze Niemna), a poza tym w zlewisku Morza Czarnego (Orawa, Strwiąż) i Morza Północnego (Dzika Orlica, Izera).
Najdłuższe rzeki w Polsce to
- Wisła (1047 km)
- Odra (854,3 km, w tym na terenie Polski 741,9 km)
- Warta (808 km)
- Bug (772 km, w tym na terenie Polski 587 km)

Na terenie Polski znajduje się znaczna liczba jezior – według aktualnych danych 7081 o powierzchni powyżej 1 ha. Stanowią one jednak zaledwie 0,9% powierzchni kraju.

## Klimat

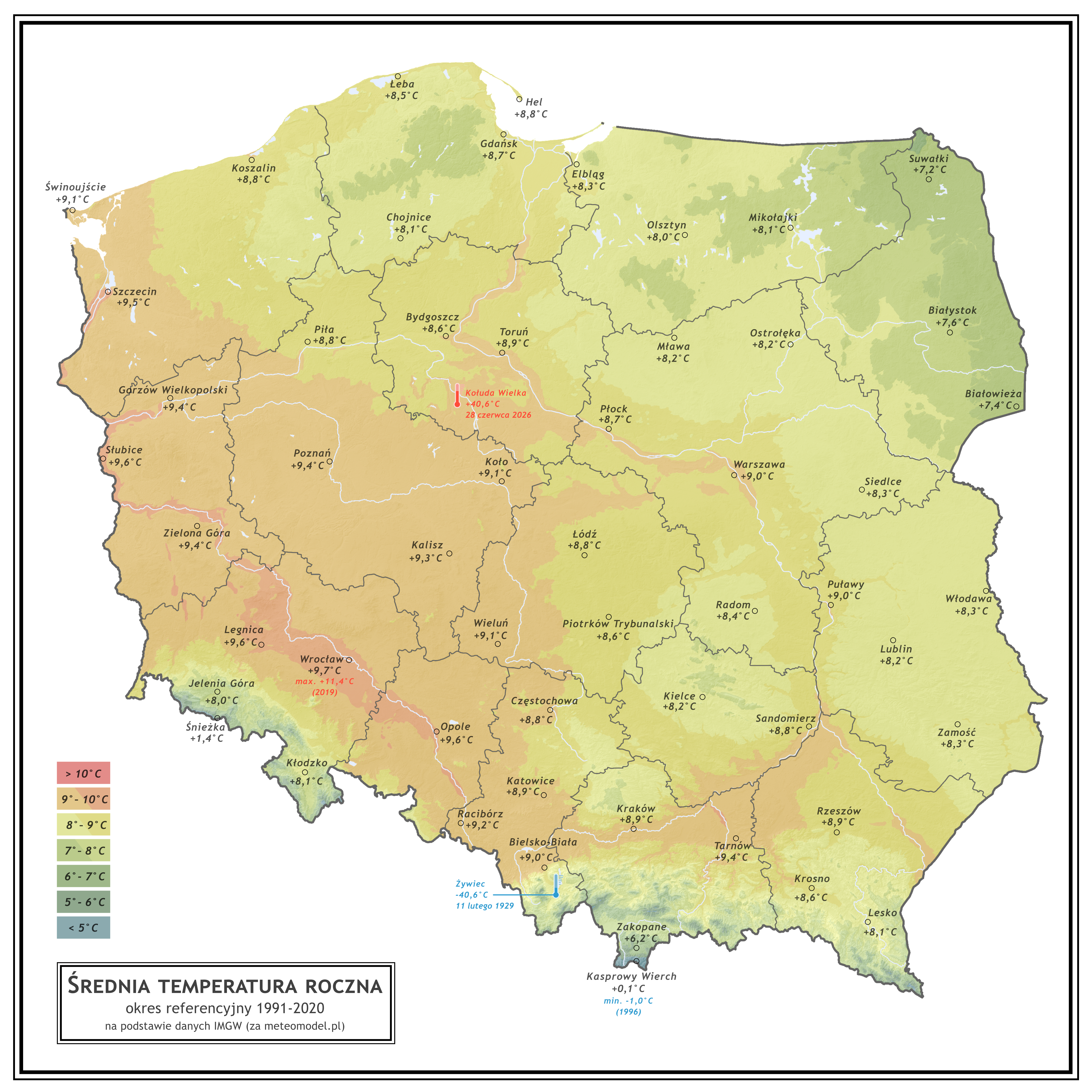
Średnia roczna temperatura

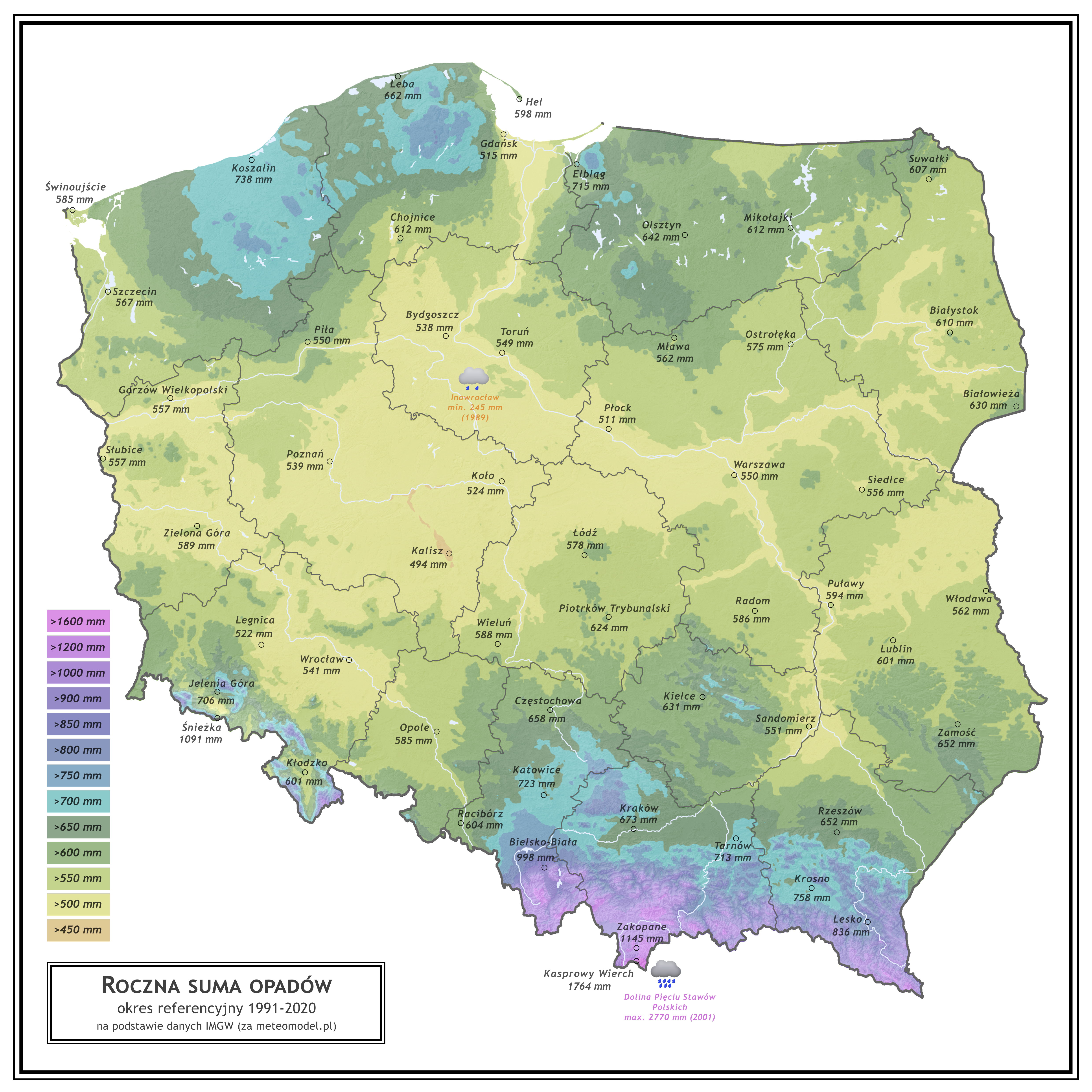
Roczna suma opadów

Zgodnie z klasyfikacją Köppena, obszar Polski leży w strefie wilgotnego klimatu kontynentalnego (Dfb). Jej klimat jest też określany jako przejściowy pomiędzy ciepłym i dżdżystym klimatem umiarkowanym, a śnieżno-leśnym klimatem borealnym. Nad obszarem Polski ścierają się różne masy powietrza, co jest wynikiem położenia w centrum Europy oraz równoleżnikowego układu krain geograficznych.
Przeważający obszar Polski znajduje się w strefie mrozoodporności 6: od 5a na północnym wschodzie, poprzez 6a na wschodzie i 6b w centrum, po 7a na samym zachodzie i nad samym morzem oraz 7b na północno-zachodnim krańcu kraju.
Największy wpływ na klimat Polski mają masy powietrza polarno-morskiego i polarno-kontynentalnego, decydujące o przejściowości klimatu polskiego.
Nad Polskę napływają również masy powietrza, arktycznego, zwrotnikowego-morskiego i kontynentalnego, mające mniejszy wpływ na kształtowanie klimatu. Masy powietrza polarno-morskiego powodują latem zachmurzenie, ochłodzenie i wzrost wilgotności, zimą zaś przynoszą ocieplenie, odwilż i mgły.
Masy powietrza polarno-kontynentalnego latem przynoszą piękną, suchą i upalną pogodę, a zimą pogodę słoneczną, suchą i duże mrozy. Masy powietrza zwrotnikowo-morskiego znad Morza Śródziemnego i Azorów napływają nad Polskę rzadziej, przynosząc latem upały i częste burze, a zimą gwałtowne odwilże.
Masy powietrza zwrotnikowo-kontynentalnego napływają znad Azji Mniejszej i Bałkanów bardzo rzadko, przeważnie latem i wczesną jesienią. Przynoszą piękną, suchą pogodę („złota polska jesień”).
Masy powietrza arktycznego napływają nad Polskę:
- zimą znad Morza Barentsa i Nowej Ziemi, przynosząc pogodę mroźną i słoneczną, czasami z obfitymi opadami śniegu
- wiosną znad Grenlandii, przynosząc krótkotrwałe kwietniowo-majowe (często z przymrozkami) ochłodzenie, tzw. zimni ogrodnicy

Średnie opady ok. 500–600 mm rocznie. Rozkład opadów w ciągu roku jest nierównomierny, 2/3 opadów rocznych to opady półrocza letniego. Najmniejsze opady odnotowywane są we wschodniej Wielkopolsce, Kujawach i północno-zachodnim Mazowszu, gdzie wynoszą 450–500 mm rocznie, co jest skutkiem cienia opadowego Pojezierza Pomorskiego, gdzie spada 600–700 mm. Podobne ilości opadów otrzymują obszary Pojezierza Mazurskiego. Opady na wyżynach środkowopolskich wynoszą ok. 800 mm. Największe wartości opadowe przypadają na tereny wysokogórskie i osiągają od 1200 do 1500 mm rocznie (skrajnie do 1900 mm), z tym że w górach są to głównie opady śniegu. Polska leży w strefie wiatrów zmiennych z przewagą wiatrów zachodnich (północno-zachodnich i południowo-zachodnich), których udział stanowi ok. 60%. Wiatry wschodnie wieją głównie zimą, rzadsze są natomiast wiatry wiejące z południa i północy.
Klimatogramy wybranych miast w Polsce:

### Ekstrema historyczne
Zanotowane w historii ekstremalne wskaźniki pogodowe:
- Najwyższa temperatura:
  - 40,2 °C – Prószków, 29 lipca 1921 r. (wówczas terytorium Niemiec)
  - 39,5 °C – Słubice, 30 lipca 1994 r.
- Najniższa temperatura: −41,0 °C – Siedlce, 11 stycznia 1940 r.
- Najwyższe opady roczne: 2770 mm – Dolina Pięciu Stawów, 2001 r.
- Najniższe opady roczne: 275 mm – Poznań, 1982 r.
- Najwyższe ciśnienie atmosferyczne: 1054,3 hPa – Suwałki, 16 grudnia 1997 r.
- Najniższe ciśnienie atmosferyczne: 965,2 hPa – Szczecin, 26 lutego 1989 r.
- Największa liczba dni z mgłą: 338 dni – Śnieżka, 1974 r.

## Regiony fizycznogeograficzne
- Pobrzeża Południowobałtyckie
- Pojezierza pomorskie
- Polska północno-wschodnia
- Pojezierza wielkopolskie
- Niziny południowo-zachodnie
- Niziny środkowe i wschodnie
- Sudety i Przedgórze Sudeckie
- Wyżyna Lubelska
- Wyżyna Śląsko-Krakowska
- Wyżyna Małopolska
- Wyżyny południowo-wschodnie
- Północne Podkarpacie
- Karpaty Zachodnie i Wschodnie

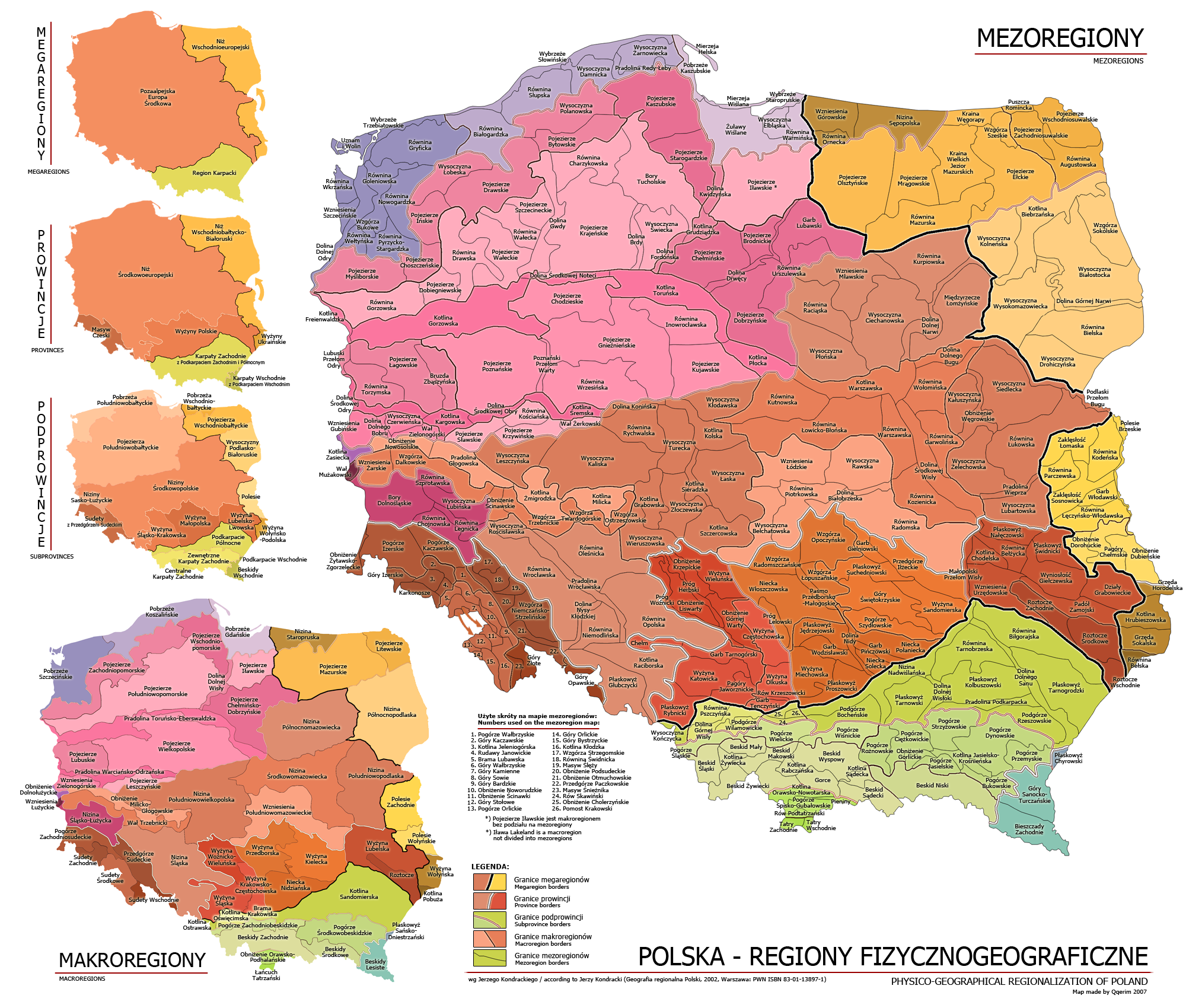
Mapa regionów fizycznogeograficznych Polski (od megaregionów po mezoregiony), akcentująca hierarchię i względne rozmieszczenie regionów

Podział ten stanowi fragment międzynarodowej klasyfikacji regionów fizycznogeograficznych Europy.

### Jednostki fizycznogeograficzne niższego rzędu
- Nizina Mazowiecka
- Nizina Wielkopolska
- Nizina Podlaska
- Pojezierze Pomorskie
  - Pojezierze Zachodniopomorskie
  - Pojezierze Wschodniopomorskie
  - Pojezierze Południowopomorskie
- Pojezierze Wielkopolskie
- Pojezierze Mazurskie
- Pojezierze Łęczyńsko – Włodawskie
- Pobrzeże Południowobałtyckie
  - Pobrzeże Zachodniopomorskie
  - Pobrzeże Wschodniopomorskie
- Wyżyna Małopolska
  - Wyżyna Śląska
  - Wyżyna Krakowsko-Częstochowska
  - Wyżyna Kielecko-Sandomierska
    - Góry Świętokrzyskie

  - Wyżyna Lubelska i Roztocze
  - Niecka Nidziańska
- Karpaty Zachodnie
  - Karpaty Zewnętrzne
    - Pogórze Karpackie
    - Beskidy Zachodnie
    - Beskidy Wschodnie

  - Karpaty Wewnętrzne
- Karpaty Wschodnie
- Sudety
  - Sudety Zachodnie
  - Sudety Środkowe
  - Sudety Wschodnie
- Przedgórze Sudeckie

### Obszary piaszczyste

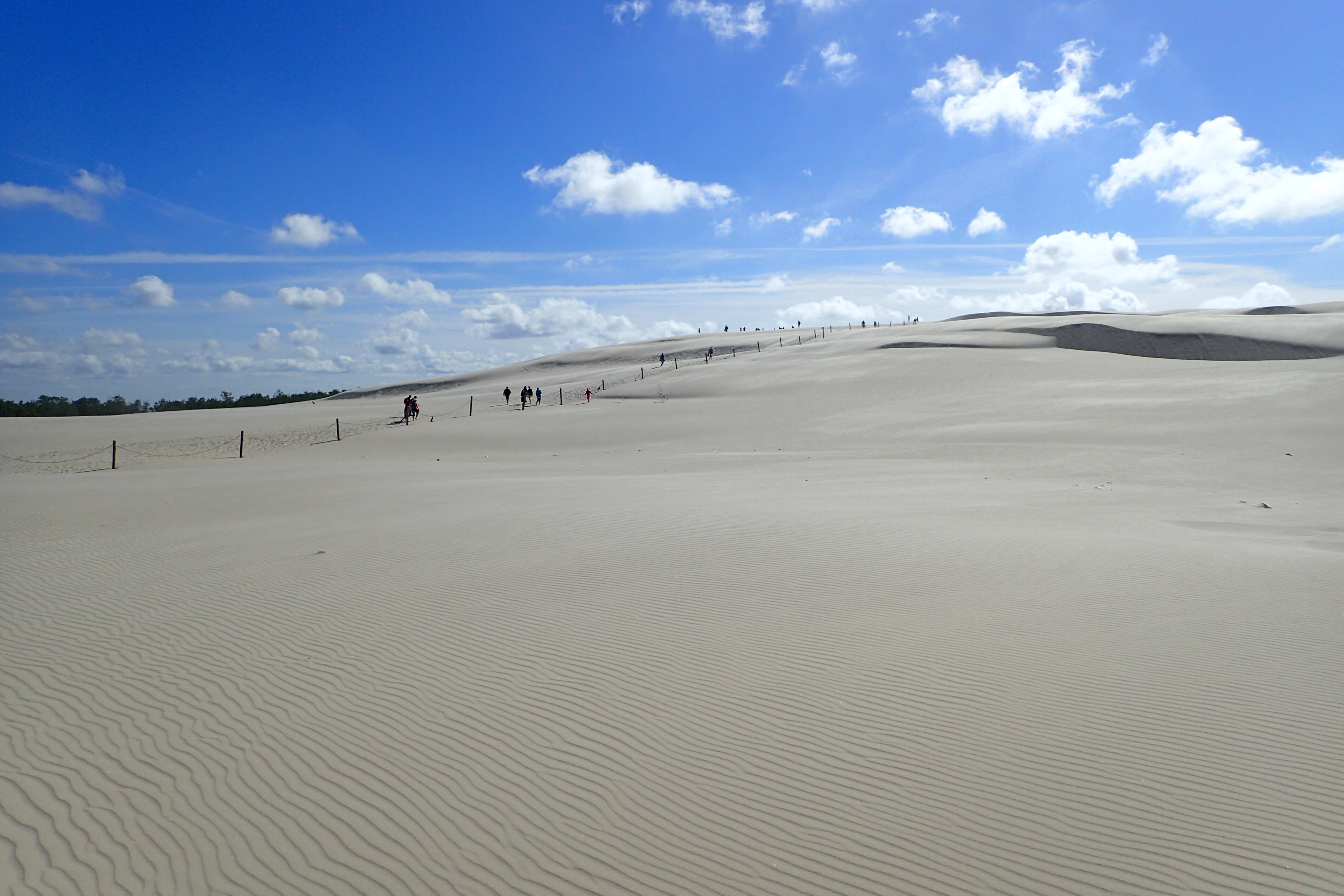
Wydmy w Słowińskim PN

W Polsce są trzy obszary piaszczyste, potocznie zwane pustyniami
- Pustynia Błędowska
- wydmy ruchome w Słowińskim Parku Narodowym
- „Pustynia Siedlecka”